# Аруя, Эндел
Э́ндел А́руя (эст. Endel Aruja; 5 июля 1911 года — 4 февраля 2008 года) — эстонский физик, работавший в области рентгеновской кристаллографии, энциклопедист, библиотекарь и популяризатор библиотечного дела, а также экспатриант-активист.

## Биография
Родился в деревне Соонтага (ныне уезд Валгамаа, Эстония), там же окончил начальную школу. Среднее и высшее образование получил в Тарту — окончил факультет математики и естественных наук Тартуского университета. В 1938 году получил степень магистра естественных наук. До 1939 года работал ассистентом в физической лаборатории Таллинского технического университета, затем получил стипендию от Британского Совета и поступил в Кембриджский университет, где в 1943 году получил степень Ph.D в области физики. В 1962 году переехал в Канаду.
Аруя был членом или основателем многих эстонских организаций в Великобритании и Канаде, редактировал и распространял для них периодические публикации. Внёс свою лепту в написание некоторых статей Британники по эстонской тематике. С 1972 по 2004 год был первым секретарём Института Тарту в Торонто.
С 1986 года Аруя организовывал пополнение эстонских библиотек книгами на эстонском языке, изданными за рубежом; ранее из-за железного занавеса библиотеки не могли позволить себе эти экземпляры. В общей сложности количество книг, доставленных им в различные библиотеки, составило более 7 тысяч коробок.
В качестве архивиста и библиотекаря Аруя собрал большое количество архивного материала, образовав один их обширнейших культурных компендиумов эстонских экспатриантов. Эти материалы занимали восемь комнат общей площадью около 236 квадратных метров.

## Награды и почётные звания
- 1990 год — степень почётного доктора от Тартуского университета
- 1998 год — орден Белой звезды 5 класса
- 2002 год — медаль от библиотеки Тартуского университета
- 2003 год — почётная цветная лента от эстонской студенческой организации Rotalia!